# Hapkin
 (avril 2021).
Si vous disposez d'ouvrages ou d'articles de référence ou si vous connaissez des sites web de qualité traitant du thème abordé ici, merci de compléter l'article en donnant les références utiles à sa vérifiabilité et en les liant à la section « Notes et références ».
La Hapkin est une bière spéciale belge brassée par Alken-Maes, filiale d'Heineken.

## Historique
Cette bière spéciale a été créée en 1982 par la brasserie Louwaege qui était implantée à Kortemark (province de Flandre occidentale). Cette brasserie est rachetée par le groupe Alken-Maes puis fermée en 2002. La production de la Hapkin s'est poursuivie à la brasserie de l'Union située à Jumet (province du Hainaut), cette brasserie étant aussi sous le giron d'Alken-Maes. En 2007, la brasserie de l'Union ferme à son tour mais la production de la Hapkin est maintenue au sein de la brasserie Alken-Maes à Alken.
La bière doit son nom au comte Baudouin VII de Flandre (mort en 1119) dont le surnom était Baudouin à la Hache ou Hapkin car son arme de prédilection lors des combats était la hache.
L'étiquette représente une hache dessinée sous la marque. L'année 1877 (année de fondation de la brasserie Louwaege) et une représentation de deux brasseurs maniant le fourquet complètent l'étiquette.

## Bière
La Hapkin est une bière blonde claire de fermentation haute refermentée en bouteille titrant 8,5 % en volume d'alcool.